# Guddadadevalapur, Kushtagi
Guddadadevalapur là một làng thuộc tehsil Kushtagi, huyện Koppal, bang Karnataka, Ấn Độ.